# Ornebius citrus
Ornebius citrus är en insektsart som beskrevs av Sigfrid Ingrisch 2006. Ornebius citrus ingår i släktet Ornebius och familjen Mogoplistidae. Inga underarter finns listade i Catalogue of Life.